# Skořetín

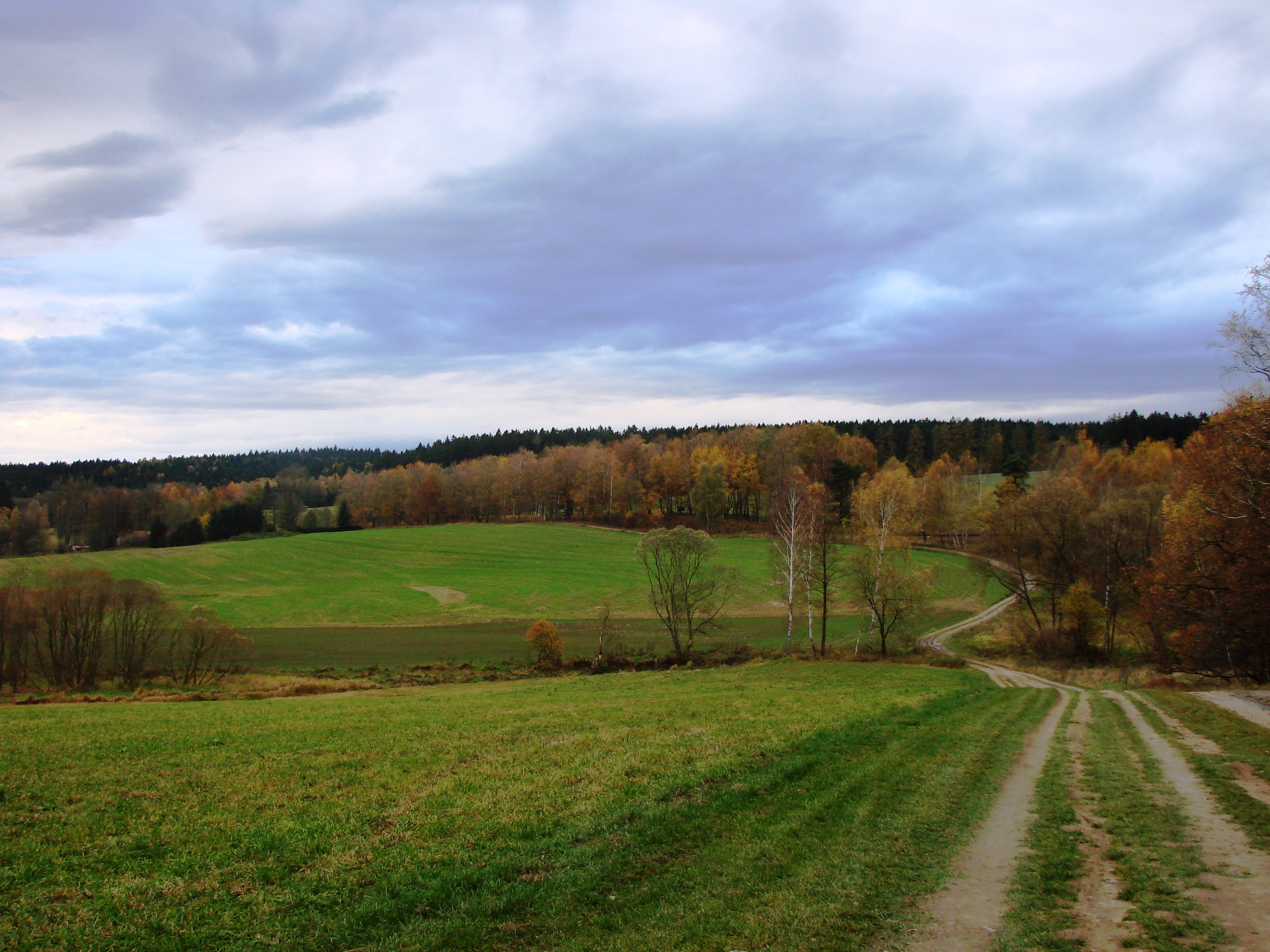
Polní cesta od Chotěboře ke Skořetínu (vlevo v dáli lze vidět zahradu obklopující samotu)

Skořetín (německy Skorzetin) je samota nacházející se u železniční trati mezi městem Chotěboř a vesnicí Rozsochatec v okrese Havlíčkův Brod, v Kraji Vysočina. V minulosti se zde nacházela vesnice a později poplužní dvůr.

## Název
Skořetín je často uváděn také jako Škvořetín, Skvořetín nebo Škořetín.  Německý název usedlosti je Skorzetin či Skworzetin. Pojmenování této usedlosti je pravděpodobně odvozeno od osobního jména Skořata. To může pocházet ze staročeského výrazu pro špačka skořec. Původní slovanský název pro špačka je patrně skorec či skvorec, který se dodnes používá v některých slovanských jazycích.

## Poloha
Skořetín se nachází na polní (a dále lesní) cestě z Chotěboře do Rozsochatce, podél železniční trati. Vzdálenost ze Skořetína do Chotěboře je přibližně 2 km a do Rozsochatce 3,5 km. Tato cesta, jež původně spojovala Rozsochatec s Chotěboří, se nazývá "mlynářská". Prochází tudy také žlutě značená, 18,05 km dlouhá turistická stezka "Úpatím železných hor", která vede z Chotěboře, přes Skořetín, Rozsochatec, zříceninu hradu Ronovec a Břevnici až do Havlíčkova Brodu.
Poblíž Skořetína také protéká Břevnický potok, rozkládají se zde lesy a zemědělsky využívaná půda.

## Historie
První zmínka o Skořetínu pochází z roku 1351. Skořetín patřil, spolu se sídly, jako je Dolní Krupá, Horní Krupá, Rozsochatec, Čachotín, Kojetín, Kyjov, Knyk a dalšími, do panství hradu Ronovec. Jednalo se o rozsáhlou vesnici a sídlo rodiny Vladyckých. Další zmínky o Skořetínu pocházejí například z roku 1385, kdy je jmenován Jan řečený Střela a Přibek ze Skvořetína, či 1488, kdy Jiří Slavíkovec ze Slavíkova žádal po králi odúmrť na Skvořetíně.
Na začátku 17. století patřila tvrz a vesnice Rozsochatec, a sním i Skořetín, Čachotín, Kyjov, Břevnice a další, Albrechtovi Bechyňovi z Lažan. Tento majetek byl ale roku 1626 pro jeho účast ve stavovském povstání změněn na manství. Jeho syn Bohuslav jej z manství v roce 1651 získal zpět a Rozsochatec, včetně Skořetína, byl nadále majetkem rodu Bechyňů z Lažan. V této době se na Skořetíně udává 33 popisných čísel.
Vesnice na Skořetíně postupně zanikla a zůstal zde poplužní dvůr. Podle čachotínské farní kroniky měl v roce 1845 dvůr Skořetín 1 dům a 13 obyvatel. V roce 1892 prodal Emanuel Adolf Bechyně rozsochatecké panství JUDr. Ottovi Metallovi. Na jeho popud se uskutečnila rekonstrukce celého panství, v rámci které byl přestavěn i dvůr Skořetín.

## Současnost
V současné době se zde nachází bývalé panské domky s evidenčními čísly 1 (bývalé čp. 28), 2 (bývalé čp. 43) a 3 (bývalé čp. 44) a bývalý strážní domek železnic s evidenčním číslem 4 (bývalé čp. 50). Ty jsou dnes využívány k rekreačním účelům.